# Blitzkopie
Die Blitzkopie bzw. Copyrapid ist ein Fotokopierverfahren, das in den 1940er Jahren von Edith Weyde bei der Firma Agfa erfunden wurde. Die auf diesem „Verfahren zur beschleunigten Herstellung eines photographischen Positivbildes nach einer Vorlage“ basierenden Kopiergeräte wurden insbesondere von der Firma Develop mit großem Erfolg vermarktet.

## Fotografie, Fotokopie, Diffusionsfotokopie
Ein frühes Verfahren, ein Bild herzustellen, war die Fotografie. Dabei wurde ein Negativ, anfänglich eine lichtempfindlich beschichtete Glasplatte, belichtet. Das Negativ wurde in einem Bad entwickelt, in einem weiteren Bad fixiert und dann getrocknet. Es entstand ein Bild, auf dem helle Bildteile dunkel und dunkle Bildteile hell erschienen (Tonwertumkehr).
Die Belichtung des Negativs erfolgte mit einer Kamera (Fotografie) oder im Durchlichtverfahren (Fotokopie), bei dem sich die Bildvorlage in direktem Kontakt mit dem Negativ befand.
Von diesem Negativ konnte in gleicher Weise ein positives Bild erzeugt werden, wobei durch erneute Tonwertumkehr ein originalgleiches Bild, vorzugsweise auf beschichtetem Papier, entstand. Dieses Verfahren war für die Herstellung von Dokumenten z. B. als schnelle Bürokopie kaum geeignet. In der Fotografie war dieses Verfahren in verbesserter Form (Rollfilm, Diapositiv) bis zur Einführung der digitalen Fotografie sehr erfolgreich.

## Erfindung
Die Chemikerin Edith Weyde, Mitarbeiterin der Firma Agfa Aktiengesellschaft für Photofabrikation Leverkusen, beobachtete auf der Rückseite von bemängelten Fotoabzügen verschwommene negative Abbilder der Vorderseite von Fotoabzügen.
Weyde ermittelte als Ursache eine Diffusion von unbelichtetem Bildsilber der Fotoabzüge, die im Stapel vom Entwicklerbad direkt ins Fixierbad gebracht wurden. Das unbelichtete Bildsilber konnte sich so von den noch entwicklerfeuchten Fotoabzügen lösen und diffundierte in die Papierrückseite der darauf haftenden Abzüge. Hier fand auch die Fixierung statt. So bildete sich ein verschwommenes Negativ. Edith Weyde erkannte, dass diese Diffusion eine gleichzeitige Entwicklung von Negativ und Positiv ermöglichen könnte.
Ein solches Verfahren würde eine enorme Zeitersparnis mit sich bringen. Es gelang ihr, das Verfahren professionell nutzbar zu machen. 1941 wurde Agfa ein Patent für das Verfahren erteilt.

## Funktionsweise
Das wenig empfindliche und kontrastreiche Schwarz-Weiß-Negativpapier konnte bei gedämpftem Tageslicht verarbeitet werden. Es wurde mit der lichtempfindlichen Seite nach oben unter das zu kopierende Schriftstück gelegt. Mit einem Deckel wurden beide Papiere zusammengepresst. Die Belichtung erfolgte durch das Negativ hindurch. Durch die Rückstrahlung des Originals wurde auf dem Negativ ein latentes Negativbild des Schriftstücks erzeugt. Das Negativpapier wurde dann gemeinsam mit einem Positivpapier durch ein Entwicklerbad geführt und mittels motorisch angetriebener Walzen zusammengepresst. Nach einer kurzen Wartezeit, während der die Diffusion erfolgte, konnten beide Papiere voneinander getrennt werden. Sichtbar wurde ein Negativ- und ein Positivbild.

## Einschränkung
Mit dem Verfahren konnten nur Schwarz-Weiß-Kopien hergestellt werden. Grautöne wurden nur bedingt wiedergegeben.

## Vermarktung
Nach der Währungsreform 1948 gelang es Walter Eisbein, Mitinhaber der Firma Trikop aus Stuttgart, in Abstimmung mit Agfa in kurzer Zeit seinen „Develop“ genannten Entwickler vorzustellen. Weitere Firmen, zum Beispiel Dr. Böger KG., später Lumoprint Zindler KG. nahmen unter Lizenz die Produktion dieser Entwicklungsgeräte auf. Besonders erfolgreich waren Geräte, die Entwicklereinheit und Belichtungseinheit kombinierten. Diese zunächst unförmigen, jedoch schon bürotauglichen Geräte wurden überwiegend aus Holz, mit Kunstleder überzogen, hergestellt. Das Belichtungsteil bestand im Wesentlichen aus einem dem Vorlagenformat angepassten kastenförmigen Teil, auf dessen Boden vier oder sechs handelsübliche Glühbirnen angeordnet waren. Mit Abstand darüber befand sich eine Glasplatte für das Negativ und das zu kopierende Schriftstück. Vor dem Belichtungsteil befand sich das Entwicklerteil mit der Entwicklerflüssigkeit und den darüber angeordneten motorisch angetriebenen Walzen.
Durch den Erfolg des Verfahrens, das schnell unter dem Namen „Blitzkopie“ bekannt wurde, drangen weitere Firmen auf den Markt, beispielsweise 1959 die Firma Ravenna Bürotechnik mit Sitz in Borgholzhausen. Dort entwickelte Ingenieur Werner Knoop 1961 das fertigungstechnisch günstige Bürokopiergerät aus Kunststoff, das durch besondere Anordnung von zahlreichen Niedervolt-Soffittenlampen eine optimale Lichtverteilung und dadurch eine sehr flache Bauweise erlaubte. In Verbindung mit einer Füll- und Entleerungsautomatik für Entwicklerflüssigkeit und einer erstmals eingesetzten elektronischen Belichtungsautomatik wurde das Gerät auf der Hannovermesse 1965 ein Verkaufsschlager.

## Verdrängung durch neue Verfahren
Ab Ende der 1970er-Jahre verdrängten neue Kopierverfahren mehr und mehr das Diffusionskopierverfahren. Lediglich zur Herstellung von Offset-Druckmatrizen konnte es sich noch einige Zeit behaupten. Hier wurde das patentierte, von Ravenna Bürotechnik entwickelte Offset-Tauch-Diffusionsverfahren erfolgreich.
Danach wurden die Xerografie und die digitale Fotokopie (Elektrofotografie) marktbeherrschend und verdrängten die Diffusionsfotokopie weitgehend.